# Bealia
Bealia  és un gènere monotípic de plantes de la subfamília de les cloridòidies, família de les poàcies La seva única espècie: Bealia mexicana és originària de Mèxic, on es troba en sòls mesòfils, o xeròfils; poc profunds, en sòls sorrencs en els boscs de coníferas, a una altura de 2000-2300 metres.

## Descripció
Són plantes anuals; cespitoses, les canyes de 9-35 cm d'alt; herbàcies; no ramificades a dalt. Culms amb nodes glabres. Fulles no agregades basals; no auriculades; sense bolets auriculars. Beines amb quilla, sovint estriades, més llargues que els entrenusos. La làmina lineal; estreta; de 0,6-1,4 mm d'ample (1-7 cm de llarg); plana, o laminada (involucionada); sense glàndules multicel·lulars abaxials; sense venació;. La lígula una membrana ciliada; no truncada (àpex agut o arrodonit, sovint dentat irregular); d'1.5 a 3.4 mm de llarg. Contra-lígula absent. Són plantes bisexuals, amb espiguetes bisexuals; amb els florets hermafrodites. les espiguetes hermafrodites.

## Taxonomia
Bealia mexicana va ser descrita per Frank Lamson Scribner i publicat a Proc. Qualif. Acad. Sci. ser. 2, 2: 212. 1889
Citologia
El nombre cromosòmic bàsic del gènere és x = 8, amb nombres cromosòmics somàtics de 2n = 16, diploides
Sinonímia
- Bealia mexicana Scribn. exBeal
- Epicampes mexicana (Scribn.) M.I.Jones
- Muhlenbergia biloba Hitchc.[2]